# Ансамбль братьев Авсеник
Ансамбль братьев Авсеник (словен. Ansambel bratov Avsenik) (нем. Slavko Avsenik und seine Original Oberkrainer — «Славко Авсеник и его оригинальные верхнекрайнцы») — словенский верхнекрайнский (или оберкрайнский) музыкальный народный ансамбль, которым руководили знаменитый словенский аккордеонист Славко Авсеник и его брат-аранжировщик Вилко. Образован в 1953 году в местечке Бегунье-на-Гореньскем. 
Репертуар насчитывает более 1000 песен, музыку к которым писал Славко, а аранжировку делал Вилко, академический композитор.
Авторы текстов песен — Марьян Старе, Ферри Суван, Иван Сивец, Франц Кошир, Тоне Форнецци, Винко Шимек и многие другие.
Распущен в 1990 году в связи с болезнью Славко Авсеника.
Название группы менялось несколько раз: сначала это было трио, ставшее позже квартетом и квинтетом с двумя-тремя певцами.
Ансамбль приобрёл неслыханную популярность, помимо самой Словении, в Австрии, Германии, Швейцарии и словенской диаспоре во всём мире. Он считается автором верхнекрайнского музыкального стиля, всего было распродано 32 миллиона пластинок и дисков с записями песен, что сделало ансамбль самым популярным словенским музыкальным коллективом в мире.
Ансамбль дал более 10 тысяч концертов в мире, в том числе трижды выступил с Берлинским филармоническим оркестром.
Самая известная песня — «Na Golici» или «Trompeten-Echo» 1955 года, которая занимает первое место по числу исполнений, среди инструментальных композиций.

## Участники
- Славко Авсеник (словен. Slavko Avsenik)
- Вилко Авсеник (словен. Vilko Avsenik)
- Лев Пониквар (словен. Lev Ponikvar)
- Франц Кошир (словен. Franc Košir)
- Албин Рудан (словен. Albin Rudan)
- Мик Сосс (словен. Mik Soss)
- Франц Корен (словен. Franc Koren)
- Даница Филиплич (словен. Danica Filiplič)
- Эма Продник (словен. Ema Prodnik)
- Йожица Свете (словен. Jožica Svete)
- Алфи Нипич (словен. Alfi Nipič)
- Йожи Калишник (словен. Joži Kališnik)
- Йоже Балажич (словен. Jože Balažic)
- Франци Тержан (словен. Franci Teržan)
- Франци Огризек (словен. Franci Ogrizek)
- Борут Финжгар (словен. Borut Finžgar)
- Митя Бутара (словен. Mitja Butara)
- Игор Подпечан (словен. Igor Podpečan)

## Дискография
| Песня                           | Год  | Название на немецком                 | Перевод со словенского        |
| ------------------------------- | ---- | ------------------------------------ | ----------------------------- |
| Na Golici                       | 1955 | Trompeten-Echo                       | На Голице                     |
| Na Robleku                      | 1957 | Na Robleku                           | На Роблеке                    |
| Tam, kjer murke cveto           | 1957 | Tam, kjer murke cveto                | Там, где цветут орхидеи       |
| Na mostu                        | 1957 | Na mostu                             | На мосту                      |
| Prelepa Gorenjska               | 1959 | Das schöne Land Krain                | Прекрасная Гореньска          |
| Pastirček                       | 1963 | Hirtenlied                           | Пастушок                      |
| Mi se 'mamo radi                | 1965 | Mi se 'mamo radi                     | Мы друг друга любим           |
| E e k' je luštno                | 1966 | Ja, Ja, Das Ist Lustig               | Да, да, это здорово           |
| Otoček sredi jezera             | 1968 |                                      | Островок посреди озера        |
| Na avtocesti                    | 1970 | Auf der Autobahn                     | На автотрассе                 |
| Prijatelji, ostanimo prijatelji | 1973 | Freunde Wir Bleiben Freunde          | Друзья, останемся друзьями    |
| Slovenija, odkod lepote tvoje   | 1974 | Slowenien, Du Mein Heimatland        | Словения, откуда твои красоты |
| Planica, Planica                | 1979 | Planica, Planica                     | Планица, планица              |
| Pod cvetočimi kostanji          | 1980 | Unter Blühenden Kastanien            | Под цветущими каштанами       |
| Samo enkrat imaš 50 let         | 1981 |                                      | Только раз в жизни тебе 50    |
| Prav fletno se imamo            | 1984 |                                      | Мы правда безбашенные         |
| Vse moje misli so pri tebi      | 1986 |                                      | Все мои мысли с тобой         |
| Lepo je biti muzikant           |      | Es ist so schön ein Musikant zu sein | Хорошо быть музыкантом        |
| Slovenski pozdravi              |      |                                      | Словенские приветствия        |
| Veter nosi pesem mojo           |      |                                      | Ветер несёт мою песню         |
| Vlak drvi                       |      | Die kleine Eisenbahn                 | Поезд мчится                  |